# تحريض الجماهير
تحريض الجماهير (Volksverhetzung)، باللغة الإنجليزية «تحريض الجماهير»، «تحريض الناس» (الترجمة الإنجليزية الرسمية للقانون الجنائي الألماني تستخدم «التحريض على الكراهية»  )، هو مفهوم في القانون الجنائي الألماني يشير التحريض على الكراهية ضد شرائح من السكان ويشير إلى الدعوات لاتخاذ إجراءات عنيفة أو تعسفية ضدهم، بما في ذلك الاعتداء على كرامة الإنسان للآخرين عن طريق إهانة أو تشويه ضار أو تشويه شرائح من السكان.
غالبًا ما يتم تطبيقه على سبيل المثال لا الحصر على المحاكمات المتعلقة بإنكار الهولوكوست في ألمانيا. يحددالقانون الجنائي الألماني في الفصل 7 (الجرائم ضد النظام العام)، الفقرة 130 (التحريض على الكراهية) من جمهورية ألمانيا الاتحادية عندما يكون الشخص مذنبا Volksverhetzun.   

## العناصر المكونة
يتم تعريف تحريض الناس (Volksverhetzung) من خلال القسم 130 (التحريض على الكراهية) القسم 1 من القانون الجنائي:  

### القسم 1
1. incites hatred against a national, racial, religious group or a group defined by their ethnic origins, against segments of the population or individuals because of their belonging to one of the aforementioned groups or segments of the population or calls for violent or arbitrary measures against them; or
2. assaults the human dignity of others by insulting, maliciously maligning an aforementioned group, segments of the population or individuals because of their belonging to one of the aforementioned groups or segments of the population, or defaming segments of the population,

في 21 يناير 2015، تم إدخال تغييرات على النص السابق للفقرة 130 القسم 2 و5، مع تحول القسم 6 إلى القسم 7، بعد تعديلات البرلمان الأوروبي. في الوقت الحاضر، لا تنعكس هذه التغييرات في الترجمة الإنجليزية للفقرة 130 كما تم تحديثها في النسخة الألمانية الحالية § 130.

## التاريخ
تاريخيا، تضمنت «كارلسبادر بيشلوسي» للاتحاد الألماني تحت النمسا بقيادة ميترنيخ المثل الديمقراطية وكذلك التحريض لدولة ألمانية موحدة مثل فولكسفريتززونج.